# Federico Aguerre
Federico Aguerre (Mendoza, Argentina, 27 d'octubre de 1988) és un jugador de bàsquet argentí. Mesura 2,02 metres, i juga en la posició d'aler pivot.

## Biografia
Format en les categories inferiors de Boca Juniors, va debutar en la lliga A Argentina el 2007-08, disputant un total de 28 partits. El 2009 ha participat en la TNA, segona divisió argentina, a les files d'Argentí De Junín. Va amitjanar 9,2 punts (57,5% en tirs de dos punts, 33,3% en triples i 69,8% en tirs lliures), 4,3 rebots i 10,4 punts de valoració en 20,12 minuts de joc en els 32 partits disputats.
El 2009 va signar amb el Club Joventut Badalona, amb qui va jugar alguns minuts amb el primer equip, sent cedit finalment al CB Prat. Després d'acabar una temporada a Badalona, va retornar a l'Argentina per jugar al Club Estudiantes de Bahía Blanca durant dos anys. Després va vestir novament la samarreta de Boca Juniors dues temporades més, per finalment acabar al Club Gimnasia y Esgrima de Comodoro Rivadavia.

## Selecció
Internacional U-17, U-18 i U-19, va participar en els Global Games de Dallas el 2007 en els quals Argentina va acabar tercera. Com internacional sub19, va col·laborar que l'equip quedés sisè en el Mundial de Novi Sad amb 8,6 punts i 4 rebots (56,1%en T2 i 61,9%Tl).
El 2009 va ser un dels convidats per l'entrenador Sergio Hernández per formar part de la Selecció que disputaria els Jocs Olímpics de Pequín.

## Trajectòria esportiva
- 2006-2008 Boca Juniors.  Argentina
- 2008-2009 Argentino de Junín.  Argentina
- 2009-2010 LEB Plata. CB Prat  Catalunya
- 2009-2010 ACB. Club Joventut de Badalona  Catalunya
- 2010-2011 Estudiantes de Bahía Blanca.  Argentina
- 2011-2013 Boca Juniors.  Argentina